# 州城镇
州城镇，是中华人民共和国云南省大理白族自治州宾川县下辖的一个乡镇级行政单位。2010年被评为中国历史文化名镇。

## 历史
1988年1月撤区改乡。1999年12月撤乡建镇。2010年12月，撤销宾居华侨管理区，并入州城镇，改制为华侨社区。

## 行政区划
州城镇下辖以下地区：
华侨社区、州城村、龙邑村、老赵村、前所村、蹇街村、周官村、白庄村和山岗村。